# Відкритий чемпіонат Австралії з тенісу 2014
Відкритий чемпіонат Австралії з тенісу 2014 — тенісний турнір, що проходив з 13 по 26 січня 2014 року на кортах Мельбурн-Парку в Мельбурні, Австралія. Це 102-ий чемпіонат Австралії з тенісу і перший турнір Великого шолома в поточному році.

## Спека
Турнір проходив в умовах пекельної спеки. У четвер, 16 січня, коли температура досягла 41 °C, гра була зупинена на всіх кортах, крім тих, що мали розсувний дах. Однак, гра припинялася тільки після завершеного сету. Марія Шарапова та Карін Кнапп продовжували грати у третьому сеті свого матчу впродовж 50 хвилин, уже після того, як було оголошено про припинення гри. Сет завершився перемогою Шарапової 10-8.

## Переможці та фіналісти

### Одиночний розряд. Чоловіки
- Станіслас Вавринка переміг  Рафаеля Надаля, 6-3, 6-2, 3-6, 6-4

### Одиночний розряд. Жінки
- Лі На перемогла  Домініку Цібулкову, 7-63, 6-0

### Парний розряд. Чоловіки
- Лукаш Кубот /  Роберт Ліндстедт перемогли пару  Ерік Буторак /  Равен Класен, 6–3, 6–3

### Парний розряд. Жінки
- Сара Еррані /  Роберта Вінчі перемогли пару  Катерина Макарова /  Олена Весніна, 6–4, 3–6, 7–5

### Мікст
- Крістіна Младенович /  Деніел Нестор перемогли пару  Саня Мірза /  Горія Текеу, 6–3, 6–2

### Юніори

#### Хлопці. Одиночний розряд
- Александер Зверев переміг  Стефана Козлова, 6–3, 6–0

#### Дівчата. Одиночний розряд
- Єлизавета Куличкова перемогла  Яну Фетт, 6–2, 6–1

#### Хлопці. Парний розряд
- Лукас Мідлер /  Бредлі Мауслі перемогли пару  Квентен Аліс /  Жоан Себастьян Татло, 6-4, 6-3

#### Дівчата. Парний розряд
- Ангеліна Калініна /  Єлизавета Куличкова перемогли пару  Кеті Бултер /  Івана Йорович, 6-4, 6-2